# Famille von Treskow
La famille von Treskow est une famille aristocratique allemande, qui est une lignée de la maison médiévale de Tresckow. La famille est devenue célèbre en Prusse en raison de ses vastes propriétés foncières et de ses entreprises commerciales, ce qui a donné aujourd'hui le nom de nombreuses rues et boulevards à la famille,,.

## Histoire
La lignée Treskow de la maison de Tresckow descend de Sigmund Otto Joseph von Treskow (de) (1756–1825) et a été officiellement reconnue par le roi Frédéric-Guillaume II de Prusse en 1797. Le président américain George Washington a donné à Sigismund Otto Joseph 4 000 acres de bois le long du fleuve Mississippi en échange de la fourniture de biens à l'armée continentale. Treskow a également financé l'armée de Napoléon Bonaparte pendant la Révolution française, pour laquelle il a reçu le Diamant Régent,. Le diamant, qui est l'un des plus gros au monde et a été porté par divers rois et empereurs français dans leurs couronnes, est maintenant exposé au Louvre dans le cadre des joyaux de la couronne française. Napoléon a ensuite rendu visite à la famille dans leurs palais Owinsk et Radojewo (en) et a protégé les domaines de la famille Treskow de la destruction lors de ses campagnes ultérieures,.
Les descendants de Sigismund Otto Joseph von Treskow ont formé leurs propres branches de la famille, respectivement, et ont acquis des domaines et des palais supplémentaires. Le palais d'Owinska est connu pour être l'une des premières œuvres remarquables du célèbre architecte Karl Friedrich Schinkel, dont les œuvres les plus célèbres incluent l'Altes Museum et le Konzerthaus de Berlin.
Le château de Friedrichsfelde et ses terres environnantes ont été acquis par Carl von Treskow (de) en 1812, qui a ensuite acheté neuf autres propriétés de campagne environnantes, et était la résidence familiale de Berlin jusqu'à l'invasion soviétique en 1945. Le quartier berlinois de Karlshorst porte le nom de Carl von Treskow, qui a commencé son développement en une colonie de manoirs en 1825. Sigismund von Treskow, qui a vécu dans le palais à partir de 1880, a poursuivi le développement du quartier et de l'hippodrome voisin de Karlshorst. Treskowallee (de), une avenue majeure de Berlin, a été nommée d'après Carl von Treskow.

## Armes

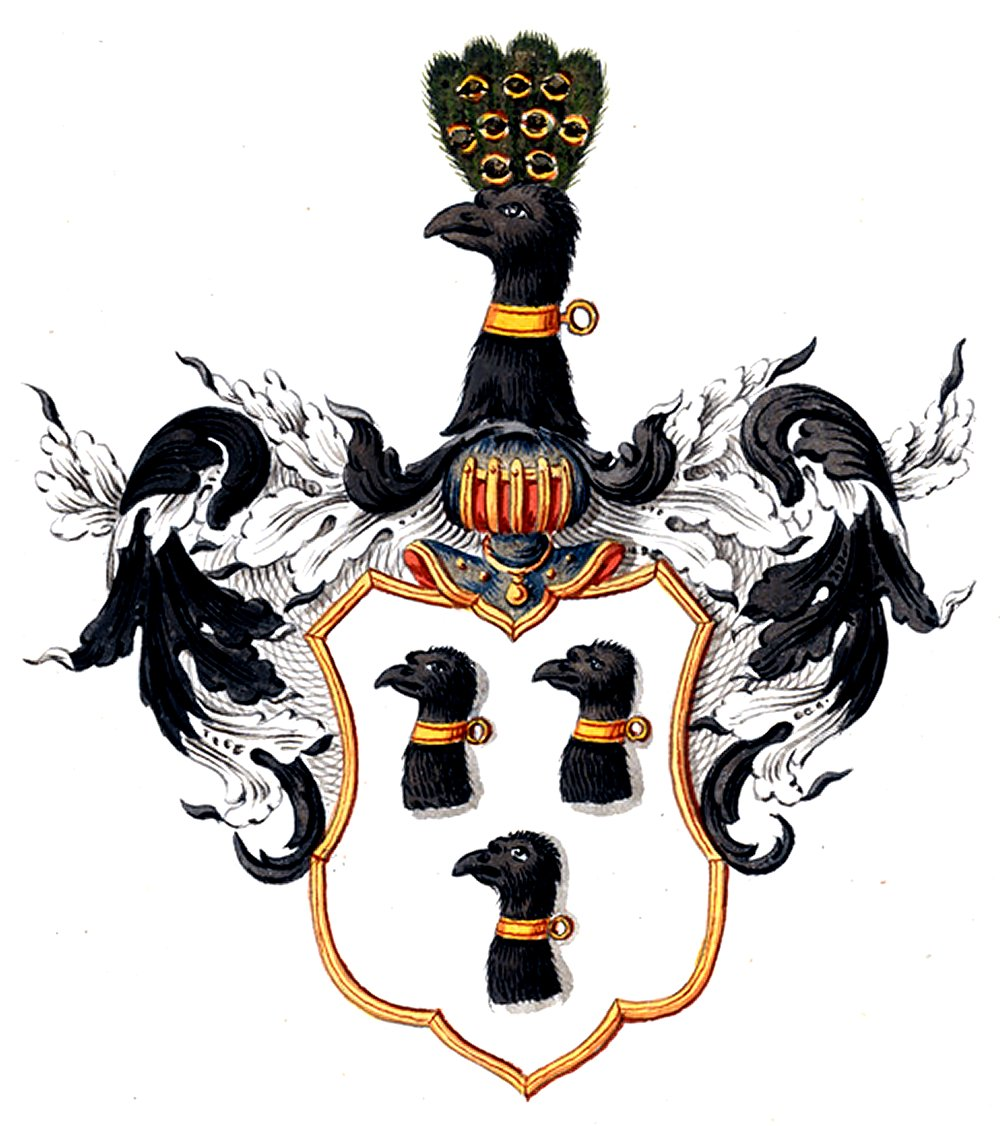
Armoiries des Treskow.

Les armes de la famille von Treskow se blasonnent ainsi : ...

## Domaines

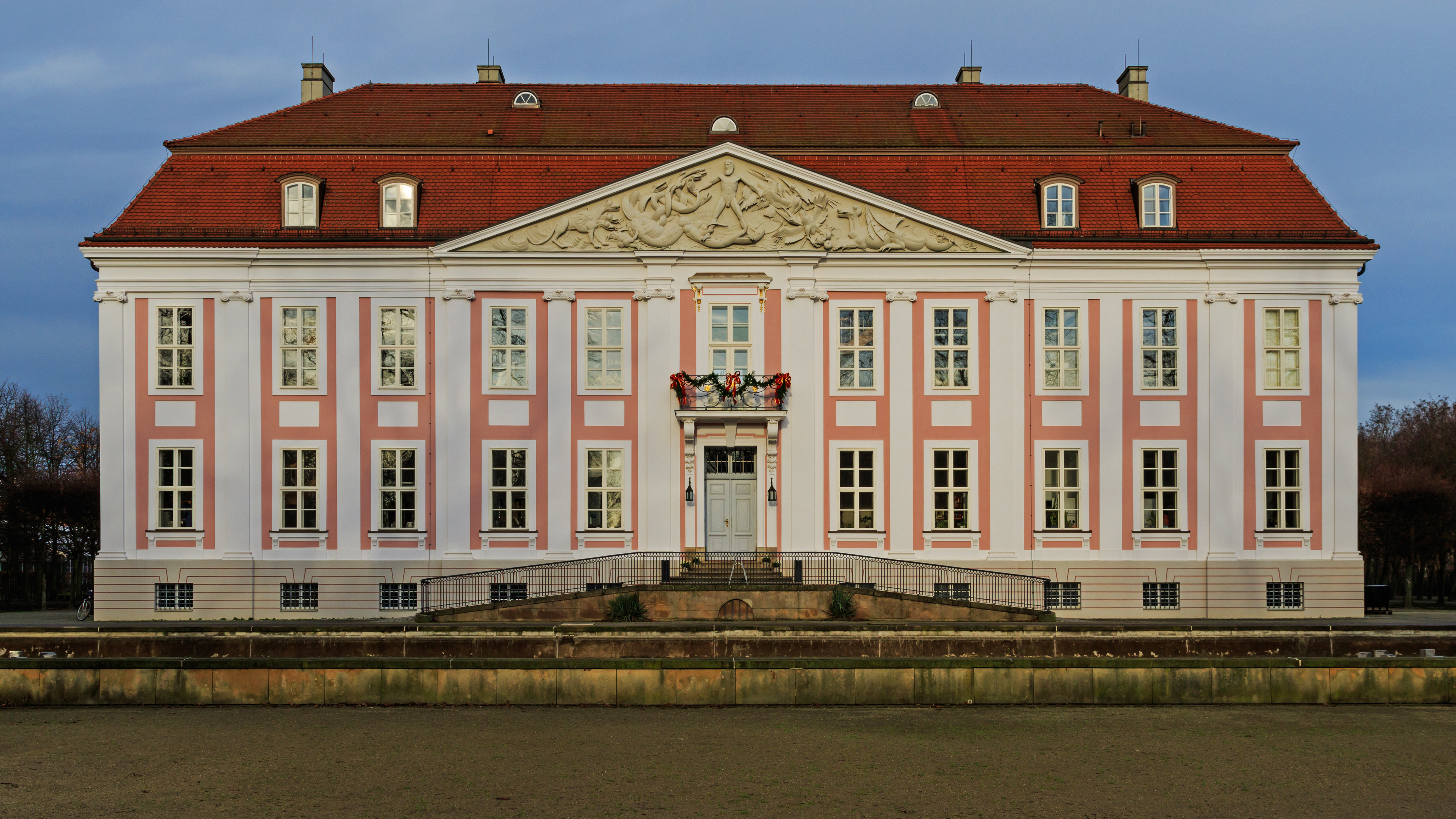
Palais Friedrichsfelde, résidence berlinoise de la famille Treskow jusqu'à l'invasion soviétique en 1945

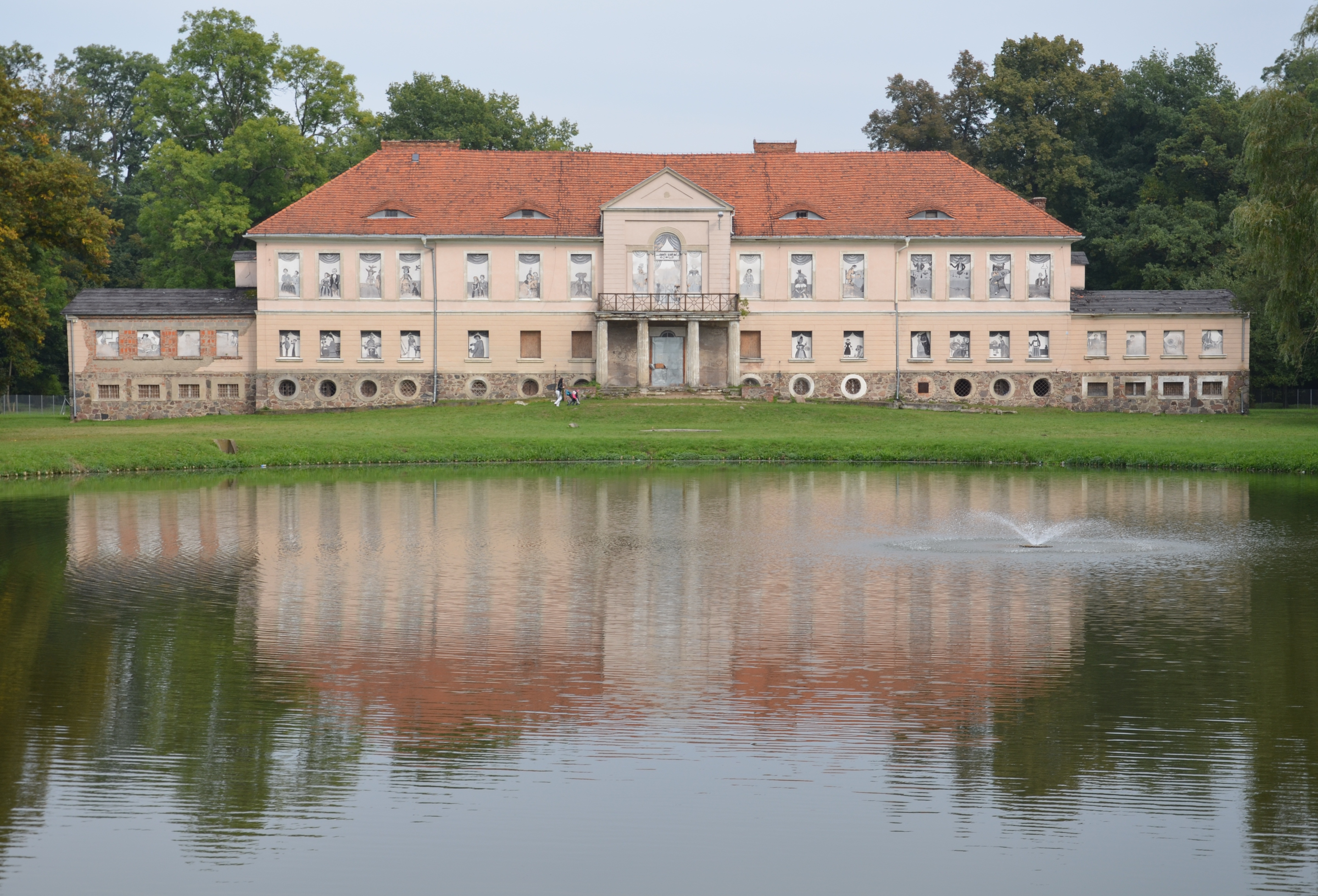
Palais d'Owińska

### Autriche

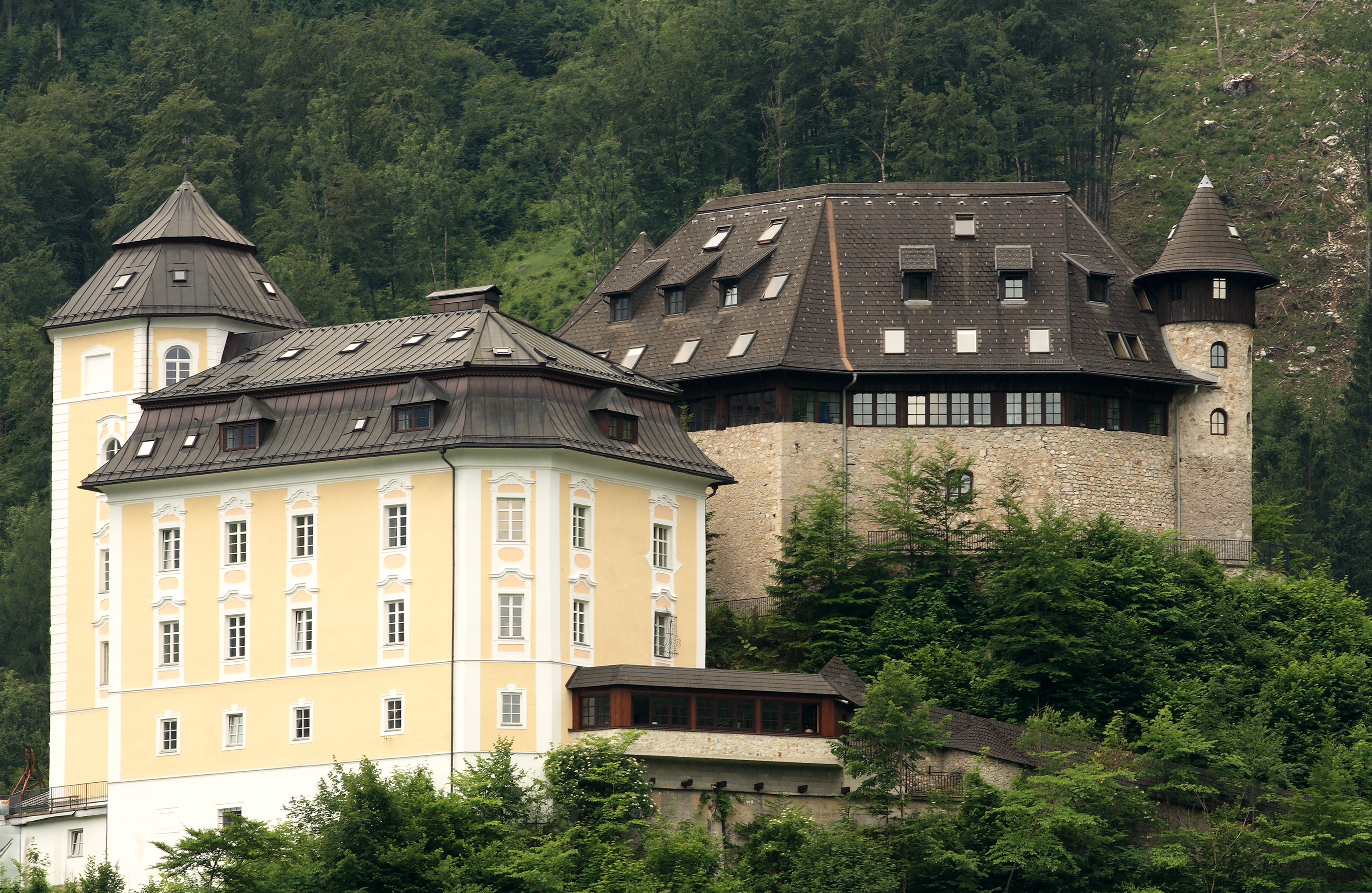
Château de Klaus

- Château de Klaus (de), acheté par Sigismund von Treskow (de) et donné à sa nièce Ursula von Sydow (de), dont la famille possède toujours le château aujourd'hui.

### Berlin
- Château de Friedrichsfelde, abritant la branche Friedrichsfelde de la famille jusqu'à l'invasion soviétique en 1945 et abritant le cimetière privé de la famille (de).
- Maison George, construite par Benjamin George (de) et donnée à la famille Treskow en 1920 : Immeuble résidentiel avec des appartements somptueux au centre de Berlin. Parmi les anciens résidents et visiteurs figurent Wilhelm von Humboldt, le président américain John Quincy Adams et Bettina von Arnim, ainsi que divers ambassadeurs.

### Brandebourg
- Manoir d'Altenplathow
- Château de Dahlwitz (de), construit en 1856 pour Heinrich von Treskow
- Manoir de Kade
- Manoir de Milow

### France
- Château Livron à Vétraz-Monthoux près de Genève

### Pologne
- Manoir de Bernau ( Bolechowo )
- Château de Chludowo

Palais Niederbaumgarten

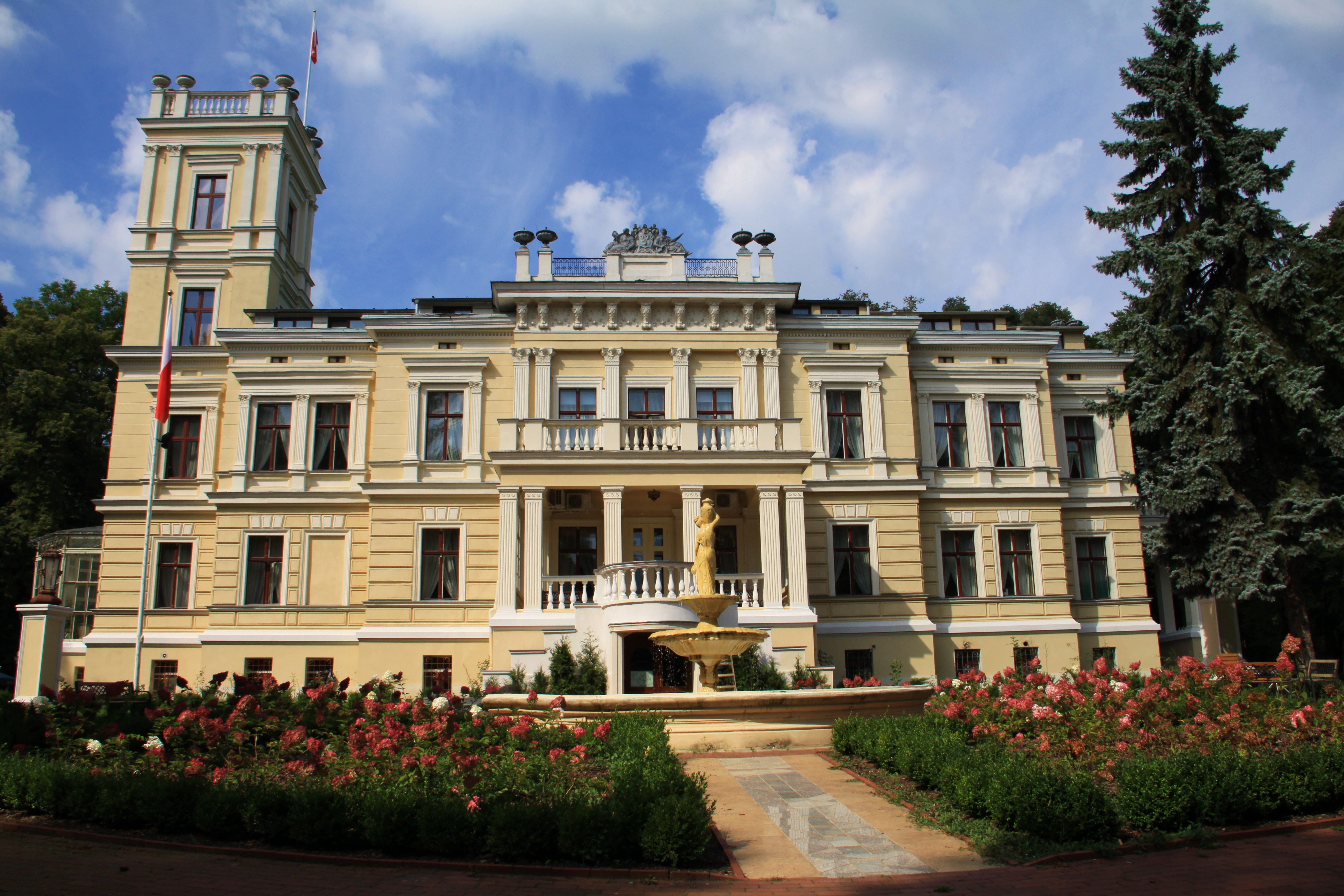
Palais de Treskow (Biedrusko)

- Château de Chodowo, construit en 1836 pour Hermann von Treskow
- Domanikowo Manor, construit en 1836 pour Hermann von Treskow
- Domaine de Giesenbrügge ( Gizyn )
- Château d'Hohenpetersdorff ( Pietrzykow )
- Manoir de Jürgensburg ( Grocholin )
- Manoir de Krähwinkel ( Wronczyn ),
- Château de Lechlin
- Château de Neuhaus (Nowy Dwor)
- Château de Niederbaumgarten ( Sady Dolne ), construit en 1844 pour Otto Sigismund von Treskow
- Château de Nieschawa ( Nieszawa )
- Château et manoir de Nordheim (Morasko)
- Château d'Owinsk (de), construit pour Sigmund Otto Joseph von Treskow (de) par Karl Friedrich Schinkel
- Château de Radojewo, construit pour Sigmund Otto Joseph von Treskow
- Manoir de Strelcze, construit en 1840 pour Carl von Treskow
- Château de Treskow (de) ( Biedrusko ), construit en 1880 pour Albrecht von Treskow
- Manoir de Vogelsberg (Nowa Sól), construit en 1935 pour Albrecht von Treskow par l'architecte Fritz Schopohl (de)
- Château de Treskow (de) ( Strykowo ), construit en 1900 pour Hans von Treskow, aujourd'hui "Hotel Schloss von Treskow" (polonais : Zamek von Treskov)

## Nom de lieux et odonymie
- Am Treskower Berg à Treskow (Neuruppin)
- Elisabeth-Treskow-Square à Cologne
- Treskowallee (de) à Berlin
- Pont de Treskow (de) à Berlin Treptow-Köpenick (pont)
- Treskowstraße à Berlin-Heinersdorf
- Treskowstraße à Berlin-Mahlsdorf
- Treskowstraße à Berlin-Niederschönhausen
- Treskowstraße à Berlin-Oberschöneweide
- Treskowstraße à Berlin-Tegel
- Treskower Ring à Treskow (Neuruppin)
- Von-Treskow-Pfad à Ilmenau
- Treskow-Höfe (de) à Berlin-Karlshorst (développement résidentiel moderne)

## Personnalités
- Carl von Treskow (de) (réformateur agricole) (1787-1846), réformateur agricole et propriétaire foncier
- Carl von Treskow (de) (1819-1882), propriétaire foncier et politicien prussien, député du Reichstag
- Christian von Treskow (de) (né en 1968), réalisateur allemand
- Eduard von Treskow (1837-1898), major général prussien
- Ernst von Treskow (de) (1844-1915), diplomate et ambassadeur
- Franz von Treskow (1835-1910), major général prussien
- Hans Otto von Treskow (de) (1692-1756), major général prussien, commandant de la forteresse de Stettin et prélat de la cathédrale de Cammin
- Heinrich von Treskow (de) (1840-1927), lieutenant-général prussien
- Julius von Treskow (de) (1818-1894), chevalier propriétaire et homme politique prussien
- Sigismund von Treskow (de) (1864-1945), homme politique prussien
- Sigmund Otto Joseph von Treskow (de) (1756-1825), propriétaire de manufacture, grand marchand et propriétaire foncier prussien
- Walther von Treskow (de) (1874-1928), juriste administratif et propriétaire foncier